# Dewayne Dedmon
Dewayne Jamal Dedmon (Lancaster, California, 12 de agosto de 1989) es un jugador de baloncesto estadounidense que se encuentra sin equipo. Con 2,08 metros de altura, juega en la posición de pívot.

## Trayectoria deportiva

### Universidad
Tras pasar dos años en el Antelope Valley College, jugó durante dos temporadas con los Trojans de la Universidad del Sur de California, en las que promedió 7,1 puntos, 6,4 rebotes y 1,7 tapones por partido.

#### Estadísticas
| Año     | Equipo | PJ | PT | MPP  | %TC  | %3P  | %TL  | RPP | APP | ROB | TPP | PPP |
| ------- | ------ | -- | -- | ---- | ---- | ---- | ---- | --- | --- | --- | --- | --- |
| 2011–12 | USC    | 20 | 20 | 23.3 | .551 | .000 | .537 | 5.5 | .3  | .7  | 1.0 | 7.6 |
| 2012–13 | USC    | 31 | 29 | 22.3 | .500 | .000 | .681 | 7.0 | .6  | 1.1 | 2.1 | 6.7 |
| Total   | Total  | 51 | 49 | 22.7 | .520 | .000 | .614 | 6.4 | .5  | .9  | 1.7 | 7.1 |

### Profesional
Tras no ser elegido en el Draft de la NBA de 2013, fichó en octubre por los Golden State Warriors, pero fue despedido antes del comienzo de la temporada. El 1 de noviembre fichó por los Santa Cruz Warriors de la NBA D-League, desde donde fue reclamado nuevamente por Golden State. Tras pasar un mes a caballo entre los dos equipos, el 5 de diciembre fue definitivamente cortado por los Warriors. Esa misma temporada juega también para los 76ers y acaba fichando por los Orlando Magic.
Tras dos temporadas en Orlando, el 14 de julio de 2016, firma con los San Antonio Spurs.
El 21 de julio de 2017, Dedmon firma con los Atlanta Hawks.
El 30 de junio de 2019, firma un contrato de $40 millones y 3 años con los Sacramento Kings.
El 5 de febrero de 2020 es traspasado a Atlanta Hawks a cambio de Jabari Parker y Alex Len.
Después de unos meses en Atlanta, el 20 de noviembre de 2020, es traspasado a Detroit Pistons a cambio de Tony Snell. Pero unos días más tarde, el 24 de noviembre, es cortado por los Pistons.
El 6 de abril de 2021 firma un contrato por lo que resta de temporada con los Miami Heat.
Durante su tercera campaña en Miami, el 7 de febrero de 2023, es traspasado a San Antonio Spurs, pero dos días después es cortado del equipo. El 13 de febrero ficha con los Philadelphia 76ers.
El 17 de noviembre de 2023 firma por los Ontario Clippers de la NBA G League, siendo despedido el 21 de febrero de 2024.

## Estadísticas de su carrera en la NBA

### Temporada regular
| Año     | Equipo       | PJ  | PT  | MPP  | %TC  | %3P  | %TL  | RPP | APP | ROB | TPP | PPP  |
| ------- | ------------ | --- | --- | ---- | ---- | ---- | ---- | --- | --- | --- | --- | ---- |
| 2013-14 | Golden State | 4   | 0   | 1.5  | .000 | –    | .500 | .0  | .0  | .0  | .0  | .3   |
| 2013-14 | Philadelphia | 11  | 0   | 13.6 | .517 | –    | .538 | 4.5 | .3  | .0  | .8  | 3.4  |
| 2013-14 | Orlando      | 16  | 6   | 14.6 | .434 | –    | .765 | 4.9 | .1  | .4  | .8  | 3.7  |
| 2014-15 | Orlando      | 59  | 15  | 14.3 | .562 | .000 | .531 | 5.0 | .2  | .3  | .8  | 3.7  |
| 2015-16 | Orlando      | 58  | 20  | 12.2 | .559 | –    | .750 | 3.9 | .2  | .4  | .8  | 4.4  |
| 2016-17 | San Antonio  | 76  | 37  | 17.5 | .622 | –    | .699 | 6.5 | .6  | .5  | .8  | 5.1  |
| 2017-18 | Atlanta      | 62  | 46  | 24.9 | .524 | .355 | .779 | 7.9 | 1.5 | .6  | .8  | 10.0 |
| 2018-19 | Atlanta      | 64  | 52  | 25.1 | .492 | .382 | .814 | 7.5 | 1.4 | 1.1 | 1.1 | 10.8 |
| 2019-20 | Sacramento   | 34  | 10  | 15.9 | .404 | .197 | .821 | 4.9 | .4  | .4  | .8  | 5.1  |
| 2019-20 | Atlanta      | 10  | 8   | 23.3 | .393 | .222 | .875 | 8.2 | .7  | 1.0 | 1.5 | 8.1  |
| 2020-21 | Miami        | 16  | 0   | 13.1 | .708 | .200 | .741 | 5.4 | .8  | .6  | .4  | 7.1  |
| 2021-22 | Miami        | 67  | 15  | 15.9 | .566 | .404 | .750 | 5.8 | .7  | .4  | .6  | 6.3  |
| 2022-23 | Miami        | 30  | 0   | 11.7 | .496 | .297 | .727 | 3.6 | .5  | .2  | .5  | 5.7  |
| 2022-23 | Philadelphia | 8   | 1   | 9.5  | .591 | .500 | .200 | 3.1 | 1.3 | .3  | .6  | 3.5  |
| Total   | Total        | 515 | 210 | 17.3 | .526 | .336 | .731 | 5.8 | .7  | .5  | .8  | 6.3  |

### Playoffs
| Año   | Equipo       | PJ | PT | MPP  | %TC  | %3P  | %TL  | RPP | APP | ROB | TPP | PPP |
| ----- | ------------ | -- | -- | ---- | ---- | ---- | ---- | --- | --- | --- | --- | --- |
| 2017  | San Antonio  | 12 | 3  | 8.1  | .609 | .000 | .531 | 3.9 | .3  | .2  | .3  | 3.8 |
| 2021  | Miami        | 4  | 0  | 14.3 | .556 | .333 | .800 | 4.5 | .8  | .0  | .5  | 6.3 |
| 2022  | Miami        | 14 | 0  | 9.9  | .467 | .100 | .833 | 3.0 | .4  | .1  | .2  | 3.8 |
| 2023  | Philadelphia | 1  | 0  | 5.0  | .000 | .000 | –    | 1.0 | .0  | .0  | .0  | .0  |
| Total | Total        | 31 | 3  | 9.6  | .517 | .143 | .633 | 3.5 | .4  | .1  | .3  | 4.0 |